# Léon Wagener
Léon Wagener (ur. 12 kwietnia 1962 w Ettelbrucku) – luksemburski duchowny rzymskokatolicki, biskup pomocniczy luksemburski od 2019.

## Życiorys
Święcenia kapłańskie otrzymał 2 lipca 1988 i został inkardynowany do archidiecezji luksemburskiej. Pracował głównie jako duszpasterz parafialny, był też m.in. krajowym duszpasterzem Katolickiej Młodzieży Wiejskiej, diecezjalnym duszpasterzem młodzieży, wikariuszem biskupim ds. duszpasterskich oraz wikariuszem generalnym archidiecezji i kanclerzem kurii.
24 lipca 2019 papież Franciszek prekonizował go biskupem pomocniczym archidiecezji luksemburskiej ze stolicą tytularną Aquae Novae in Numidia. Święcenia biskupie otrzymał 29 września 2019 w katedrze Notre Dame w Luksemburgu. Głównym konsekratorem był Jean-Claude Hollerich, arcybiskup luksemburski, a współkonsekratorami emerytowany arcybiskup luksemburski Fernand Franck oraz biskup diecezjalny limburski Georg Bätzing. Jako zawołanie biskupie przyjął słowa „Ad Fontes Fidei” (Do źródeł wiary).